# Unione Sportiva Milanese 1917-1918
Questa pagina raccoglie i dati riguardanti l'Unione Sportiva Milanese nelle competizioni ufficiali della stagione 1917-1918.

## La stagione
L'U.S.M. per completare la rosa ha ottenuto in prestito i seguenti giocatori:
- Riccardo Balzarini dal ???;
- Roberto Cozzi dalla Juventus Italia;
- Arturo De Ambrosis dal ???;
- Cesare Fabbrica dal ???;
- Egidio Fontana dalla Juventus Italia;
- Francesco Luraghi dal ???;
- Pierino Mangili dal Saronno?.
- Melli dal ???;
- Memè o Mamè dal ???;
- Renzo Monti dalla Juventus;
- Silvio Salvatico dal Circolo Pallavicino di Lodi?.
- Angelo Ugazio da una squadra novarese.

Tornei disputati:
- Coppa Saronno di Seconda Categoria (organizzata dal Saronno F.B.C.): classifica finale non pubblicata.
- Coppa Mauro di Prima Categoria: 5º posto.

## Rosa
| N. |                   | Ruolo | Calciatore              |
| -- | ----------------- | ----- | ----------------------- |
|    | Italia (bandiera) | P     | Riccardo Balzarini      |
|    | Italia (bandiera) | A     | Luigi Bellandi (III)    |
|    | Italia (bandiera) | C     | Attilio Bonaiti         |
|    | Italia (bandiera) | C     | Alfredo Bruciamonti (I) |
|    | Italia (bandiera) | A     | Bruciamonti (III)       |
|    | Italia (bandiera) | C     | Innocente Colombo       |
|    | Italia (bandiera) | A     | Roberto Cozzi           |
|    | Italia (bandiera) | A     | Osvaldo Dagradi         |
|    | Italia (bandiera) | A     | Arturo De Ambrosis      |
|    | Italia (bandiera) | P     | Mario De Simoni (I)     |
|    | Italia (bandiera) | D     | Angelino De Simoni (II) |
|    | Italia (bandiera) | C     | Cesare Fabbrica         |
|    | Italia (bandiera) | P     | Egidio Fontana          |
|    | Italia (bandiera) | A     | Ferrero                 |
|    | Italia (bandiera) | C     | Emilio Ghioldi (II)     |

| N. |                   | Ruolo | Calciatore                  |
| -- | ----------------- | ----- | --------------------------- |
|    | Italia (bandiera) | A     | Angelo Giustacchini (I)     |
|    | Italia (bandiera) | A     | Giovanni Giustacchini (II)  |
|    | Italia (bandiera) | A     | Giuseppe Giustacchini (III) |
|    | Italia (bandiera) | A     | Francesco Luraghi           |
|    | Italia (bandiera) | D     | Antonio Mai                 |
|    | Italia (bandiera) | P     | Pierino Mangili             |
|    | Italia (bandiera) | C     | Melli                       |
|    | Italia (bandiera) | A     | Memè                        |
|    | Italia (bandiera) | C     | Renzo Monti                 |
|    | Italia (bandiera) | A     | Armando Alfredo Pagliani    |
|    | Italia (bandiera) | D     | Amilcare Pizzi (I)          |
|    | Italia (bandiera) | A     | Silvio Salvatico            |
|    | Italia (bandiera) | P     | Vincenzo Soffientini        |
|    | Italia (bandiera) | A     | Angelo Ugazio               |